# Conrad de Rosen
Conrad de Rosen, comte de Bolweiller, né le 29 septembre 1628 à Straupe en Livonie suédoise et mort le 3 août 1715 au château de Bolweiller, en Haute-Alsace, est un militaire des XVIIe et XVIIIe siècles au service du royaume de France. Il est fait maréchal de France en 1703.

## Biographie

### Origines et famille
Conrad de Rosen descend de la famille von Rosen, une famille de la noblesse immémoriale livonienne, connue depuis le XIIe siècle, qui a essaimé dans les provinces baltes.

### Carrière militaire
II entre jeune au service de France, il y est attiré par Reinhold de Gros-Ropp, son parent, qui était lieutenant général des armées du Roi. Il est colonel de cavalerie en 1667. Il se trouve à la bataille de Seneffe en 1674, par ses belles actions, ce qui lui vaut d'être fait brigadier, puis maréchal de camp en 1671 pour avoir repoussé les ennemis au siège de Cambrai et lieutenant général en 1688. En 1681, il abjure sa foi luthérienne, dans laquelle il avait été élevé.
Il commande les troupes qui passèrent en Irlande avec le Roi d'Angleterre, qui l'honore du titre de Maréchal d'Irlande en 1689, pour le récompenser d'avoir passé la rivière de Fienne à la nage avec 1 000 chevaux, et d'avoir battu un corps de troupes réglées de 8 000 hommes. Il est promu mestre de camp de la cavalerie légère en 1690. 
Il est fait grand'croix de l'Ordre royal et militaire de Saint-Louis en 1693. Après s'être trouvé aux plus grands événements, où il se signale, Louis XIV le nomme maréchal de France le 14 janvier 1703. Le 2 février 1705, il est fait Chevalier des Ordres du Roi. 
Il meurt le 3 août 1715, à l'âge de 86 ans, dans son château de Bolweiller, en Haute-Alsace.

## Jugement de ses contemporains
Saint-Simon l'estime : 

« Rosen, étranger et soldat de fortune jusqu'à avoir tiré un billet pour maraude, quoique de bonne noblesse de Poméranie, devenu lieutenant général et mestre de camp général de la cavalerie, était un matois rusé qui n'avait garde de se blesser, et qui loua au contraire cet établissement. »

## Descendance
Le maréchal de Rosen épouse le 3 février 1660, Marie-Sophie de Rosen Gros-Ropp (morte le 8 octobre 1686), sa parente, fille unique de Reinhold de Rosen, seigneur de Gros-Ropp en Livonie. De cette union naissent dix enfants qui seront représentés sur un portrait de famille par Weenix, parmi lesquels : 
- Reinhold-Charles de Rosen, Comte de Bolweiller, né le 10 janvier 1666, Mestre-de-Camp d'un Régiment de Cavalerie de son nom, fait Brigadier des armées du Roi le 10 février 1704 ; Maréchal de camp le 20 mars 1700 ; Commandeur de l'Ordre de Saint-Louis le 10 août 1715 ; Lieutenant général des Armées du Roi le 1er octobre 1718 ; mort le 13 juin 1744
- Georges-Christophe de Rosen, mort à la bataille de Neerwinden (1693), âgé de 23 ans;
- Anne-Jeanne, mariée, le 13 novembre 1682, à Nicolas-Frédéric, comte de Rottembourg, colonel du régiment de Rottembourg cavalerie, maréchal de camp, mort en 1715.
- Marie-Sophie, née le 20 décembre 1663 à Bolweiller, mariée le 18 mars 1684 à Fellers avec  Meinrad, baron de Planta de Wildenberg, Lieutenant-colonel d'Infanterie, décédé en 1693 des suites des blessures reçues à la bataille de Neerwinden[5]

## Armoiries
| Figure | Blasonnement                    |
|        | D’or à trois roses de gueules., |

## Liens
- Notices d'autorité :   - VIAF
  - GND
- Notice dans un dictionnaire ou une encyclopédie généraliste :   - Deutsche Biographie
- Jacques de Quincy, Histoire militaire du règne de Louis le Grand, vol. 4, (Paris), 1726, 703 p..